# Brazílie na Letních olympijských hrách 1972
Brazílie se účastnila Letní olympiády 1972 v německém Mnichově. Zastupovalo ji 81 sportovců (78 mužů a 3 ženy) ve 13 sportech.

## Medailisté
| Medaile | Jméno            | Sport    | Soutěž        |
| ------- | ---------------- | -------- | ------------- |
| Bronz   | Chiaki Ishii     | Judo     | Muži 93 kg    |
| Bronz   | Nelson Prudêncio | Atletika | Muži trojskok |